# Диосмийуран
Диосмийуран — бинарное неорганическое соединение
осмия и урана
с формулой UOs2,
кристаллы.

## Получение
- Сплавление стехиометрических количеств чистых веществ:

{\displaystyle {\mathsf {2\,Os+U\ {\xrightarrow {2280^{o}C}}\ UOs_{2}}}}

## Физические свойства
Диосмийуран образует кристаллы кубической сингонии, пространственная группа F d3m, параметры ячейки a = 0,75125 нм, Z = 8, структура типа димедьмагния MgCu2 (фаза Лавеса).
Соединение конгруэнтно плавится при температуре 2280 °C.
При температуре 41,2 К происходит фазовый антиферромагнитный переход
.